# Jesús Arellano
José de Jesús Arellano Alcocer (* 8. Mai 1973 in Monterrey, Nuevo León) ist ein ehemaliger mexikanischer Fußballspieler.

## Karriere
Bevor Arellano beim CF Monterrey spielte, war er beim CD Guadalajara unter Vertrag (1998). Danach suchte er seine Zukunft bei den „Rayados de Monterrey“. Er ist ein Mittelfeldspieler und spielt meist im linken offensiven Mittelfeld.
Arellano ist auch bekannt als „El Cabrito“. Jesús Arellano spielte auch schon in der Mexikanischen Fußballnationalmannschaft. Insgesamt spielte „El Cabrito“ 65 Mal für sein Land und nahm auch an der Fußball-Weltmeisterschaft 2006 in Deutschland teil.

### Erfolge/Titel

#### In der Nationalmannschaft
- Confederations Cup: 1999
- CONCACAF Gold Cup: 2003

#### Im Verein
- Mexikanischer Meister: Clausura 2003